# هرودیکوس

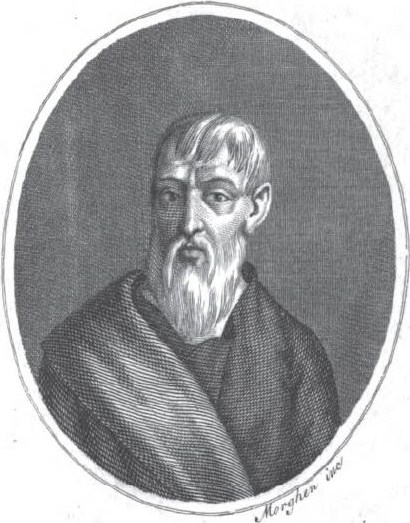
هرودیکوس، پزشک قرن پنجم قبل از میلاد

هرودیکوس(به یونانی: Ἡρóδιĸος) پزشک یونانی قرن پنجم قبل از میلاد و ساکن سلوم‌بریا بود.
اعتقاد بر این است که هرودیکوس یکی از معلمان بقراط بود. او اهمیت فراوانی برای ژیمناستیک قائل شد و اعتقاد داشت که پرهیز غذایی و فعالیت‌های بدنی لازمه و مکمل یکدیگرند. وی نخستین فردی است که این نظریه را بیان نموده است. بدین ترتیب می‌توان هرودیکوس را بنیان‌گذار پزشکی ورزشی نامید.
طریقه او در درمان بیماری‌ها ، مشت و مال و استفاده از روغن‌های گیاهی بود. طبق نظر هرودیکوس ، مشت و مال بدنی ابتدا باید آرام و ملایم و بدون هر گونه تنش انجام شود ، سپس با مالیدن روغن‌های گیاهی ، عمل مالش سریع تر شود اما بدون وارد آوردن فشار به ماهیچه‌ها و اعضا.